# Vanilla Beans
Vanilla Beans (バニラビーンズ, souvent titré en majuscules : VANILLA BEANS, trad. : « Gousses de vanille ») est un duo féminin d'idoles japonaises formé en 2007. Le groupe a maintenu la même formation avec Rena et Lisa après que Rika a quitté en mars 2008 ce groupe, pour poursuivre ses études.
Le groupe commence à enregistrer ses chansons sous le label FLOWER LABEL du label Tokuma Japan Communications jusqu'en juin 2011, avant de signer ce mois-ci chez le nouveau label de Tower Records nommée T-Palette Records, label indépendant spécialisé dans les idoles.
Le groupe participe au Toulouse Game Show (à Toulouse, en France) le 1er et 2 décembre 2012 (photo ci-contre) et au fan meeting à Paris le 3 décembre 2012.
Le duo joue notamment dans le film Ada (讐~ADA~) sorti en juillet 2013 aux côtés d’autres groupes d'idoles du même label (T-Palette Records) tels que Up Up Girls (Kakko Kari), LinQ, Caramel Ribbon et lyrical school...
Après quatre ans chez T-Palette Records, le groupe fait ses débuts en major en signant en août 2015 un nouveau contrat chez le populaire label avex trax.
Le groupe se sépare officiellement en octobre 2018 après onze ans d'activité.
Rena est une fan d'idoles japonaises. Elle anime l'émission Can't Stop Loving Idols!! (アイドル好きが止まらない!!) diffusée sur le site internet de Kawaii Girl Japan. Elle réalise des interviews et des reportages sur d'autres groupes.

## Concept et image du groupe
Le concept du groupe s'avère être complexe : le groupe « vient d'Europe du Nord » et varie les styles musicaux comme le fait de s'inspirer de la musique pop suédoise ou danoise. Par ailleurs, les tenues colorées et souvent assorties que les membres arborent (fortement inspirées du style occidentale des femmes dans les années 1960, dont les robes à la coupe iconique de l'époque) se révèlent être à l'image de leurs chansons : pures et très féminines, avec un air souvent acoustique et une dose de neo shibuya-kei.
Tout en gardant une identité secrète, les membres sont cependant assez reconnaissables grâce à leurs seuls noms de scène (Rena, Lisa) et le sont beaucoup grâce à leurs coiffures habituelles (Rena à la "coupe au bol" et Lisa, qui a repris la coupe de l'ex-membre Rika, aux mèches remontantes).

## Historique

### 2007–2009: Les débuts chez Flower Label
Géré par l'agence de talent LesPros Entertainment, le groupe se forme mi-2007 par Rena et Rika (plus tard membre du groupe Idoling!!!) sous le label indépendant Flower Label, un sous-label de Tokuma Japan Communications, et se décrit comme un « groupe d'idoles de prochaine génération ». Mais avant de sortir des disques, le groupe se rend le 4 juillet 2007 au Danemark en Europe à l'ambassade du Japon, pour se faire connaître et pour présenter son concept et ses projets artistiques aux Danois présents à cet événement ; le groupe leur fait en même temps une petite démonstration en chantant des chansons sélectionnées, les deux jeunes filles vêtues des costumes qu'elles utiliseront pour leur prochain et premier single qui sortira à la fin de l'année ; enfin l'événement se termine avec des séances photos que le groupe prend avec ses fans.
Le groupe sort son premier single intitulé U ♡ Me (se lit « You love me ») en deux éditions (limitée et régulière) le 3 octobre 2007 au Japon ; les premiers pas pour atteindre la tête des classements sont difficiles et le single n'atteint que la 189e place du classement hebdomadaires des ventes de l'Oricon, et s'y maintient une semaine seulement. Il est désormais le seul disque sorti par la formation originale du groupe.
Revenu au Japon depuis, le 27 mars 2008, le groupe d'idoles ouvre son site officiel.

Le même mois, Rika quitte ce groupe après le premier single, et peu après le groupe féminin Idoling!!!, pour se consacrer à ses études. Après une audition, une autre jeune fille, Lisa (ou Risa) rejoint le groupe en remplacement et ce dernier réalise son deuxième single nicola en une seule édition et sort le 21 mai 2008 ; mais les ventes du single échouent également et celui-ci se classe 198e à l'Oricon. À cette même période vers la fin du mois de mai, pour la promotion de leur single, Rena et Lisa empruntent un mini-bus coloré avec un style kawaii et entièrement vitré, dont l'objectif est de s'arrêter à un endroit donné, dans les différents quartiers de Tokyo, pendant plusieurs heures,. Une fois le véhicule arrêté, les deux jeunes filles restent quasiment immobiles, telles des poupées, et ne bougent de temps en temps que pour saluer les nombreux passagers japonais qui, intrigués par ce bus, s'approchent pour voir ce qu'il s'y passe ; les filles sont vêtues de leurs costumes qu'elles portent sur la couverture du single.
Peu après, le groupe ne sort plus de disques jusqu'à la fin de l'année 2008 mais reste très présent sur Internet en publiant plusieurs singles sous format numérique.
Le groupe sort un troisième single Sakasaka Circus en une édition le 28 janvier 2009 mais ne figurera dans aucun classement. Le 25 février 2009, le premier album studio éponyme, Vanilla Beans voit le jour, dans lequel figurent les premiers singles physiques et digitaux sous Flower Label mais ne sera non plus classé à l'Oricon. Après ces échecs commerciaux, le groupe commence à mieux marcher ; le quatrième simple LOVE & HATE, dont la musique est alors produite par un artiste étranger (européen), sort le 9 septembre 2009 en deux versions : "Love version" et "Hate version" ; il se classe 79e à l'Oricon,.

### 2010–2011: Plus de disques et nouveau contrat avecT-Palette Records
En 2010, Vanibe enregistre un mini-album Def & Def, qui sort en mai et se classe tout comme le quatrième single 79e des ventes de l'Oricon ; il se vend à 1 155 exemplaires durant la première semaine. Par ailleurs, la première chanson de cet EP, D&D, est utilisée dans un spot publicitaire pour la marque de déodorant du même nom D & D, avec les paroles de la chanson modifiées ; les membres du groupe apparaissent dans la vidéo publicitaire.
Pour la Coupe du monde de la FIFA 2010 tenue en Afrique du Sud entre juin et juillet 2010, le groupe, connu pour être passionné de l'équipe nationale de football danoise, revient au Danemark vers le mois de mai pour enregistrer la chanson danoise Re-Sepp-Ten (chanson de football de 1986 qui était un chant de guerre pour l'équipe nationale de football pour la Coupe du monde de la FIFA 1986 au Mexique) que le duo renomme Re-Sepp-Ten: Vi er røde, vi er hvide afin de soutenir l'équipe malgré le fait que le Danemark et le Japon devaient se rencontrer dans le dernier match de poule à la finale. Le duo interprète une version légèrement abrégée de la chanson en danois. Un clip vidéo est réalisé avec quelques participants japonais et Franz-Michael Skjold Mellbin, jouant le rôle du footballeur danois Preben Elkjær, et produit par Emil Langballe.
Le duo participe au Tokyo Idol Festival 2010 en août suivant, avec d'autres d'idoles tels que Morning Musume, Momoiro Clover Z, etc. Un DVD de cet événement est mis en vente peu après.
À la fin de l'année, est mise en vente une compilation intitulée VaniBest en septembre 2010, qui se classe à la 160e place des classements des ventes de l'Oricon et qui se vend à 887 copies durant la première semaine de vente. VaniBest est le dernier album du groupe enregistré sous Flower Label ; il marque ainsi la fin du contrat avec ce label avant que le groupe signe l'année suivante, en même temps que le groupe d'idoles Negicco, un nouveau contrat avec le label d'idoles nouvellement fondé T-Palette Records en juin, par Ikuo Minewaki (le Président de Tower Records au Japon),, que d'autres groupes féminins tels que Shizukaze & Kizuna, lyrical school, Caramel Ribbon, Rhymeberry ou encore One Little Kiss rejoindront tous bien après. Rena commentera plus tard lors de la venue du groupe au Toulouse Game Show : « Nous sommes les premières idoles à être entrées dans ce label et beaucoup d’autres ont suivi depuis. Par conséquent, cela nous a permis de nous faire de nombreuses amies, l’ambiance est excellente ! ». 
Peu après, Vanilla Beans impressionne ses fans avec un single, considéré comme non officiel, intitulé Tengoku e no Kaidan, qui sort le 29 juin 2011, étant une reprise de Stairway to Heaven du groupe britannique Led Zeppelin et marque d'ores et déjà les débuts du groupe sous le label T-Palette Records ; ce single est le tout premier disque à sortir sous cette étiquette et se classe 82e à l'Oricon. La chanson est en même temps une promotion, le seul et unique single extrait du deuxième album du groupe Vanilla Beans II qui sort le 20 juillet 2011 mais qui ne réussit pas à atteindre les meilleures classements pendant la première semaine puisque le disque est classé 110e des ventes de l'Oricon et reste classé pendant une semaine seulement. Il est respectivement le premier album publié par T-Palette Records même si les chansons du groupe ont été enregistrées avant que Vanibe ne soit officiellement déclaré comme artiste de la nouvelle maison de disques.
Vers la fin d'année 2011, le groupe participe à un titre, Memai, du deuxième album Limited Addiction du quintet féminin Tokyo Girls' Style, mis en vente l'année suivante.

### 2012–2013: Concerts et venue en France
Durant l'année 2012, Vanilla Beans donne une série de concerts dans tout le Japon et éventuellement à l'étranger, afin de fêter le 5e anniversaire du groupe. Mais d'un autre côté, le groupe s'améliore de mieux en mieux dans les enregistrements et monte de plus en plus les marches du Top 40 voire Top 30 des classements de l'Oricon. La preuve est qu'en janvier 2012, un cinquième single Toki no Kakera sort en deux versions, chacune notée "Rena ver." et "Risa ver.", et se classe 34e à l'Oricon,. Le groupe enchaîne avec un sixième single Choco Mint Flavor Time avec un bref succès qui sort le 11 avril 2012 en deux éditions ; il se classe alors 26e à l'Oricon et il se vend au total de 2 466 exemplaires,. Le 4 juillet 2012, le septième single Non-Section sort en deux éditions et se classe 31e des ventes. Pour couronner le tout, le groupe sort son troisième album studio Vanilla Beans III le 7 novembre 2012,, regroupant les trois singles sortis à la même année sous des versions différentes. Cet album est plutôt bien accueilli grâce au travail fourni par le duo en collaboration avec un groupe de musiciens afin de donner à cet opus une dimension plus acoustique que les disques précédents. L'album se classe 46e à l'Oricon.
Vanilla Beans fait un tour en France et donne un concert au Toulouse Game Show le 1er et 2 décembre 2012 (photo ci-dessus). Une séance de dédicaces et une rencontre avec le public pendant les deux jours de l'événement sont organisées mais le groupe passe d'abord plusieurs entretiens à l'occasion de sa venue à la convention toulousaine,. Lisa dira lors d'un intretien que : « Nous avons toujours voulu faire un concert en France et nous sommes donc très contentes d'être ici, au Toulouse Game Show. Nous sommes vraiment enthousiastes et attendons impatiemment de voir la réaction du public à nos prestations ». Rena ajoutera sur ce sujet que : « Nos projets dans l'avenir et que nous aimerions refaire un concert voire une tournée en Europe : revenir à Paris ou Toulouse, passer par l’Allemagne, l’Espagne... ». Peu après, Vanilla Beans organise une rencontre avec les fans à Paris. L’événement a lieu au magasin Cool Japan le 3 décembre.
Un talk show et une séance de dédicaces sont organisés ; le nombre de participants est limité à 50 personnes,,. Les tickets devaient être retirés directement auprès du magasin.
L'année suivante, Rena fait des apparitions régulières dans l'émission MEZAMASHI TV. Elle co-anime entre autres avec la jeune actrice et mannequin Seika Furuhata une rubrique intitulée Imadoki (イマドキ) qui débute en avril 2013 et est diffusée du lundi au vendredi entre 6 h 54 et 6 h 58 du matin. Les deux jeunes filles présentent les dernières tendances en matière de nourriture et de mode.
Vanilla Beans revient le mois suivant avec un huitième single produit par l'artiste Hideki Kaji Muscats Slope Love qui sort le 8 mai en plusieurs éditions : édition régulière (CD seulement) et deux éditions limitées (CD et DVD en supplément) notées A et B. Le DVD des éditions limitées contient un documentaire sur la venue du groupe en France en décembre dernier et inclut des images des performances du groupe en concert et divers événements. La chanson est particulièrement inspirée de la musique pop et néo-acoustique suédoise. Le single atteint la 32e place des classements hebdomadaires des ventes de l'Oricon.
Ainsi, plusieurs événements et concerts sont organisés : Vanilla Beans participe à l'événement intitulé Kaze wa Fuku no Ka!? Vol.4 ~Dreamed About The Night Is Still Young – 7:00 pm Tokyo, tenu le 5 juillet 2013 au Shinjuku LOFT à Tokyo. Les autres artistes invités à collaborer sont le groupe BIBA ainsi que Maki Nomiya, l'ex-chanteuse du groupe populaire de shibuya-kei Pizzicato Five. Avant de collaborer avec les BIBA, Nomiya interprète en solo Baby Portable Rock et The Night Is Still Young - 7:00pm Tokyo, des chansons pop classiques de Pizzicato Five que même Vanilla Beans a auparavant reprises sur leurs propres disques (Baby Portable Rock sur le single Tengoku e no Kaidan et The Night Is Still Young - 7:00 pm Tokyo sous le nom de Tokyo wa Yoru no Shichiji figurant sur la compilation VaniBest). Les deux filles apparaissent vêtues de nouveaux costumes kawaii à rubans et de couleurs pastel alors que Nomiya expose un style vestimentaire plus adulte et mature. Vanibe interprète également leurs propres chansons comme Summer vacation et Doctor, Onegai (extraites de son second album Vanilla Beans II) mais aussi les chansons du single récent Muscat Slope Love. Le duo a également avoué sur scène leur respect et admiration pour Maki Nomiya. L'événement se termine avec Nomiya et Vanilla Beans lors d'une performance duo sur le titre The Night Is Still Young - 7:00 pm Tokyo. Cette collaboration avec Maki Nomiya fait ainsi de cette soirée un spectacle très vivant et spécial, faisant explorer les racines musicales de ces artistes.
Le duo apparaît dans le film d'horreur Ada (讐~ADA~) sorti en juillet 2013 aux côtés d'autres idoles de T-Palette Records tels que : Minami Sengoku et Ayano Satō du groupe Up Up Girls (Kakko Kari) (occupant les rôles principaux), Aya Maikawa et Maki Itō du groupe LinQ, le trio Caramel Ribbon et Mei de lyrical school,. Ce film est réalisé par Koji Shiraishi et produit par T-Palette Records.
Vers la fin de l'année, Vanibe se produit en concert avec d'autres artistes comme le groupe de rock The Collectors le 12 octobre 2013 au Tower Records Cutup Studio à Shibuya.
Quelques jours plus tard, le 16 octobre 2013, le titre Please Me, Darling sort en tant que neuvième single en deux éditions et atteint la 37e place du classement Oricon,. L’édition limitée inclut une version remixée de la chanson-titre par le DJ michitomo comme piste bonus.

### 2014–2015: Plus d'activités et les débuts major chezavex trax
Le duo revient début 2014 et fête ses 7 années d’activité ; il sort en parallèle un nouveau single, le 23 avril, intitulé Watashi… Fukō Guse. Le thème de ce single est une « chanson de l'ère Shōwa » et est disponible en trois versions : Une version A (qui inclut un titre bonus), une version B (qui est accompagnée d’un DVD montrant le duo en train de faire l’ascension du Mont Fuji) et une version régulière (qui contient seulement le CD). Le single atteint la 55e place des classements de l'Oricon tout comme sa version B tandis que sa version A se classe 200e,,. En outre, il est également annoncé le même mois que le groupe sortira un autre single, intitulé  Cup no Fuchico Official Song: Kitto Ii Basho (Fuchi) / Zettai Panty Line pour le 18 juin. La chanson co-face A, Cup no Fuchico Official Song: Kitto Ii Basho (Fuchi), devient la chanson officielle de la marque Cup no Fuchico (コップのフチ子) (Cup no Fuchico est une petite figurine, représentant un personnage féminin vêtue d'une petite robe, que l’on peut mettre sur le bord d’une tasse ou d’un verre). Entre mai et juin, les idoles participent à une campagne intitulée No Music, No Fuchico ? en collaboration avec Tower Records, T-Palette Records et Cup no Fuchico. Le single se classe 23e des classements hebdomadaires de l'Oricon et s'y maintient pendant quatre semaines,, ; il est le single du groupe le mieux classé à l'Oricon.
Quatre mois plus tard, en octobre, est annoncé la sortie d'un nouveau single en édition régulière et limitée pour novembre suivant, intitulé Uchōten Girl. Étant une chanson destinée à l'origine au duo féminin Wink, la chanson fut écrite et composée pour Wink par un artiste Daisuke Inoue (né en 1941 et mort en 2000 ; ex-membre de Blue Comets, un groupe de rock des années 1960) ; elle ne sera cependant jamais publiée. Rena a racheté les droits d'auteur à la maison d'édition afin de la réutiliser en tant que douzième single de Vanilla Beans ; la chanson est par la suite (ré)écrite et arrangée par d'autres personnes, sa chanson en face B Kiss wa Me ni Shite Bao! fut également composée par Inoue. Les membres utilisent les uniformes de cheerleaders pour le clip-vidéo et sur les couvertures du CD, afin de renforcer le thème de la chanson : le soutien. Le single se classe 40e au classement hebdomadaire de l'Oricon à partir du 18 novembre,. Rena aura commenté à propos de la chanson-titre : « Nous sommes vraiment heureuses de pouvoir chanter la chanson de M. Inoue comme chanson originale de Vanilla Beans. J'espère que cette chanson, étant une "chanson de lutte", pourra soutenir des personnes qui soutiennent beaucoup d'autres derrière ».
Entretemps, Vanilla Beans participe à plusieurs événements du 12 octobre au 16 novembre.
Début décembre, Vanibe participe à une publicité en utilisant leur single récent comme spot publicitaire pour la marque de système de paiement standard mobile Osaifu-Keitai (en) (peut être distribué par les opérateurs au, SoftBank Mobile, NTT DoCoMo, etc.). Une vidéo publicitaire est mise en ligne sur YouTube le 10 décembre dans laquelle sont mises en avant les jeunes idoles achetant leurs produits souhaités au supermaché, boutiques, etc. et les payant plus facilement grâce à ce système. Comme pour la marque de déodorant D & D ayant utilisé une des chansons du duo intitulé D&D en 2010, les paroles de la chanson Uchōten Girl sont plus ou moins modifiées.
Vanilla Beans se produit ensuite en concert le 18 décembre au Ebisu Liquidroom à Tokyo et profite de cet événement pour annoncer les détails et la sortie d'un quatrième album qui s'intitule Vanilla Beans IV pour le 3 février 2015. Cet album, visiblement très attendu, est le premier du groupe d'idoles depuis plus de deux ans, succédant ainsi à l'album Vanilla Beans III. Il sort effectivement en février 2015 et se classe 50e du classement Oricon à partir du 11 février. Mélangeant le style du groupe avec des notes inspirées de Motown et l'ère de la musique des années 1960, il est le troisième opus du groupe à être publié par T-Palette Records et contient au total douze titres dont les singles déjà sortis depuis Muscat Slope Love en mai 2013, et est vendu en édition régulière et limitée. Le 10 février, il est dévoilé la nouvelle chaîne YouTube du groupe sous son propre nom (« Vanilla Beans Official YouTube Channel » (バニラビーンズ OFFICIAL YouTube CHANNEL)), les vidéos dont les clips étant à l'origine publiés sur les chaînes de leurs labels Tokuma Japan et T-Palette ; cette nouvelle chaîne compose initialement 4 vidéos mises récemment en ligne afin de célébrer la sortie du quatrième album.
Le 27 mars suivant, Vanilla Beans annonce co-animer une nouvelle émission télé hebdomadaire intitulée Shino × Vani (シノ×バニ) aux côtés de l'artiste Tomoe Shinohara sur la chaîne TV Asahi, à partir du vendredi 3 avril. Les trois jeunes femmes ont d'abord posté une vidéo de présentation de leur émission le même mois ; elles ont par ailleurs ouvert le site officiel et la chaîne YouTube de l’émission. Cette dernière est présentée chaque vendredi, à partir de 16 h. Dans cette émission, les filles y présentent les dernières tendances en matière de mode et de nourriture. Les vidéos des épisodes déjà parus sont également postées sur YouTube.
En avril, le label T-Palette Records rend hommage au groupe populaire japonais Pizzicato Five avec l’album de reprise intitulé Idol Bakari Pizzicato -Konishi Yasuharu × T-Palette Records qui sort le 22 avril. Vanilla Beans a participé cette compilation avec les groupes d'idoles Negicco, lyrical school, One Little Kiss ainsi que les Idol Renaissance, en interprétant les chansons les plus populaires de Pizzicato Five. L'album sort en une seule édition.
Le mois suivant, Vanilla Beans se produit en concert (annoncé en février précédent), en solo pour la 6e fois le 8 mai 2015 au Shibuya clubasia à Tokyo. Le groupe annonce le même jour se reproduire en concert au même endroit, le 29 mai suivant.
Lors de son autre concert tenu au Shibuya clubasia le 29 août 2015, le groupe annonce avoir signé un nouveau contrat chez le célèbre label discographique avex trax. Le membre d'origine, Rena, déclare avec grande émotion que le groupe va enfin pouvoir faire ses débuts en major après huit ans d'existence ; elle a remercié les fans pour leur soutien et leur a promis de ne jamais abandonner leurs projets. Ce nouveau contrat marque désormais la fin officielle du précédent contrat avec le label indépendant T-Palette Records, dans lequel les Vanilla Beans ont sorti leurs disques pendant quatre ans. Le groupe annonce la sortie d'un nouveau single (qui sera leur premier disque major) pour novembre 2015. Le 3 octobre suivant, date célébrant les huit ans du groupe depuis la sortie de son premier single U ♡ Me, il est dévoilé en cette occasion le titre du nouveau single, Onna wa Sore wo Gaman Shinai / Be-nius / lonesome X (le premier single du groupe à contenir une triple face A) ainsi que les éditions notées A et B. Cependant, le groupe est confronté à un défi : si plus de 15 000 exemplaires du single sont vendus, un nouvel album sortira en 2016, sinon ce dernier sera annulé et le groupe cessera toute activité et se séparera,.
À l'occasion de cette sortie, Vanibe participe à une série d'événements promotionnels du 10 octobre au  29 novembre à travers le Japon. Le groupe se reproduit en concert le 21 novembre au Shibuya clubasia à Tokyo.
Le single Onna wa Sore wo Gaman Shinai / Be-nius / lonesome X se classe 25e à l'Oricon à partir du 25 novembre et s'y maintient pendant 3 semaines,.

### 2016-2017: Premier album major et10eanniversaire
Après avoir remporté le défi de vendre plus 15 000 exemplaires de son dernier single, Vanilla Beans annonce en décembre 2015 la sortie officielle de son cinquième album Vanilla Beans V pour le 3 février 2016. Ce sera le premier album du groupe à sortir sur un label major. L'album succède à l'album Vanilla Beans III dans les classements Oricon en atteignant le 10 février la 43e place du classement hebdomadaire.
Le 10 février, Vanilla Beans participe, avec d'autres artistes tels que Kiyoshi Ryū Jin 25, à une campagne publicitaire japonaise « BRA & PEACE » pour célébrer le lancement de la nouvelle génération de soutien-gorges BRAGENIC pour le 18 février suivant,.
Le groupe annonce en avril 2016 être présent au Tokyo Idol Festival 2016 en août suivant.
Le 27 juillet suivant, Vanilla Beans annonce s'associer avec Tomoe Shinohara (avec qui le groupe co-anime le programme Shino × Vani) pour un single intitulé Onna no Ko Otoko no Ko qui sortira le 28 septembre ; cette collaboration se nommera ShinoVani,. Le disque sort à la date prévue et se classe 66e des ventes de l'Oricon,. Une séance photo et d'autographes a lieu le 30 septembre suivant, à l'occasion de la sortie du single.
Vanilla Beans retrouve de nouveau la chanteuse Maki Nomiya, en participant avec Tomoe Shinohara (en tant que ShinoVani) à une séance de talk show et d'autographe le 11 octobre 2016 au magasin HMV&BOOKS TOKYO à Shibuya. 
Le 13 décembre 2016, Vanilla Beans, Maki Nomiya et Ichirō Yatsui sont les invités dans l'émission Gochisong DJ diffusée sur NHK Educational TV.
Au début de l'année 2017, Vanilla Beans annonce organiser plusieurs événements à venir pour célébrer le 10e anniversaire du groupe d'idoles.
Une nouvelle chanson intitulée sweet life, écrit par Mikiko Tagata, est disponible sous format numérique sur iTunes à partir du 1er février,.
Le 19 mars 2017, les Vanilla Beans tiennent le premier live de leur série de concerts Vanilla Beans Regular Performance ~Road to 10th Anniversary~ (バニラビーンズ定期公演 〜Road to 10th Anniversary〜) au Shibuya Glad à Tokyo à l'occasion des 10 ans du groupe.
Les membres Rena et Lisa se produisent pour la première fois en solo en sortant simultanément leur propres chansons le 2 août 2017 sous format numérique, disponible sur iTunes :
- Rena, elle sort sous le nom de Rena from Vanilla Beans (レナfromバニラビーンズ?) sa chanson Tokyo Crawl (トーキョー・クロール?) qu'elle a coécrite avec Mikiko Tagata ; Hiroshi Nakahara (de FIVE NEW OLD) a composé et produit la chanson.
- Lisa, quant à elle, sort en duo avec MC Gohan sous le nom de Omisohantori Chakohan (おみそはんとりちゃこはん?) leur chanson Niihao! Saiken! YODAREDORI!! (你好!再見！YODAREDORI!!?). Cette chanson a été écrite Lisa avec DJ Misosuru et MC Gohan. Ces deux derniers ont composé et produit cette chanson.

Sept ans après, le groupe annonce la sortie de son nouvel album compilation Vani Best II pour le 6 décembre. Célébrant le 10e anniversaire du groupe, cet album contient les treize premiers singles de Vanibe depuis sa création en 2007. Il contient une toute nouvelle chanson Tokei Shikake no Wonder Land qui, par ailleurs, sort en clip vidéo (en version courte), dans lequel nous pouvons voir le duo replonger dans leurs souvenirs (on voit éventuellement les pochettes des singles depuis 2007, dont celle de U ♡ Me avec l'ex-membre Rika). Vendu en trois éditions, chaque édition contient comme chansons bonus les singles numériques : sweet life, Tokyo Crawl, et Niihao! Saiken! YODAREDORI!!. L'album se classera une semaine plus tard 77e à l'Oricon,,.

### 2018: Tournée et séparation
Le groupe effectue du 18 février au 20 mai 2018 leur tournée Vanilla Beans 2018 Tour, avec six dates, dans les salles et villes respectives suivantes : enn3rd (à Sendai), ROOMS (à Fukuoka), ROCKTOWN (à Osaka), ell.FITSALL (à Nagoya), Spiritual Lounge (à Sapporo) et Shibuya Glad (à Tokyo).
Le groupe fait une apparition au Tokyo Idol Festival 2018 qui a lieu durant l'été.
Le 1er aout est annoncée la séparation de Vanilla Beans en octobre suivant ; aucune raison officielle n'a été donnée mais, après avoir célébré le 10e anniversaire du groupe, il semblerait que les filles souhaitent poursuivre leurs activités dans d'autres domaines. En conséquence, des événements auront lieu les 6 et 7 octobre prochains ; un concert d'adieu aura lieu le 18 octobre à Shinjuku et se nommera T-Palette Records presents Vanilla Beans ni Kansha-sai ~Final Innoncence~ (T-Palette Records Presents バニラビーンズに感謝祭～Final Innocence～). Plusieurs groupes d'idoles feront une apparition comme : Up Up Girls kakko KARI, Callme, Tokyo Girls' Style, Negicco et Lyrical School.
De plus, un nouveau single sortira le 18 septembre sur leur ancien label T-Palette Records.

## Anecdotes
- C'est le producteur du groupe qui lui donne le nom de "Vanilla Beans"[35].
- La plupart des clips vidéo du groupe peuvent être filmés en dehors du Japon, certains sont réalisés au Danemark comme ceux de U ♡ Me et sa chanson dérivée a little crying, celui de nicola, etc.
- Avant l’existence du groupe, Rena qui rêve de devenir une idole, passe plusieurs auditions notamment celle d'AKB48 voire de Morning Musume vers 2005, mais n'est pas pour autant choisie pour intégrer ces groupes[35]. Pendant une interview lors de la venue de Vanilla Beans au Toulouse Game Show, Rena a mentionné Morning Musume comme étant un de ses groupes favoris[35].
- Malgré le fait que le single nicola soit l'un des disques du groupe les moins vendus, la chanson-titre est tout de même la chanson du groupe la plus appréciée des fans, notamment les fans étrangers, grâce à sa mélodie inspiré de la musique européenne.

## Membres
Membres actuels
| - Rena - Nom au sein du groupe : Rena (レナ) - Nom de naissance : Haruka Tsujimoto (辻本はるか) - Date de naissance : entre avril 1987 et mars 1988 / 13 septembre 1987 (selon certaines sources) - Lieu de naissance : Préfecture de Shiga - Taille : 1,66 m - Remarques : membre d'origine | - Lisa - Nom au sein du groupe : Lisa ou Risa (リサ) - Date de naissance, : 8 février (1988 selon certaines sources) - Lieu de naissance : Tokyo - Taille : 1,73 m - Remarques : membre additionnel ; remplace Rika en mars 2008. |

Ancien membre
- Rika
  - Nom au sein du groupe : Rika (リカ)
  - Nom de naissance[97] : Maia Kobayashi (小林麻衣愛?)
  - Date de naissance[97] : 14 août 1988 (36 ans)
  - Lieu de naissance : Tokyo
  - Taille[97] : 1,64 m
  - Remarques : membre d'origine ; quitte en mars 2008 ; ex-membre d'Idoling!!! (2008) et de Chu-Z (2012-2017).

## Discographie

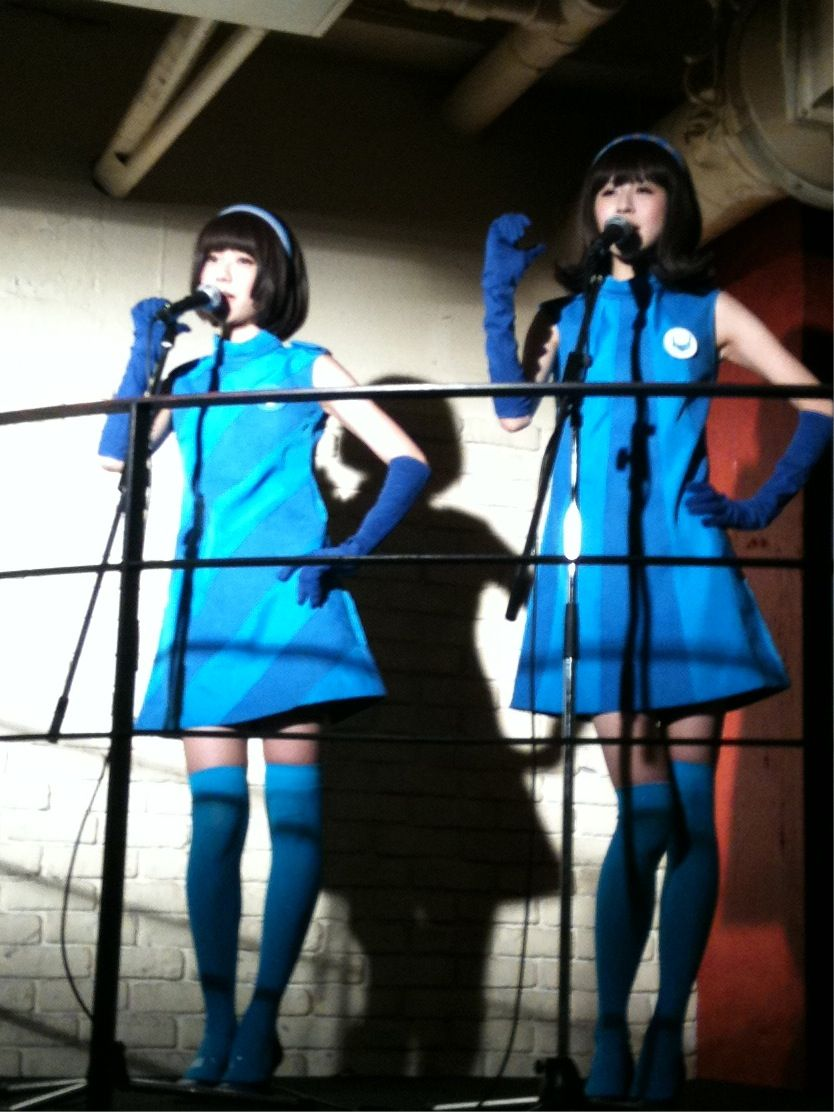
Vanilla Beans en 2009.
Les membres ont l'habitude de porter des tenues partiellement ou totalement identiques et de se tenir sur les mêmes côtés pendant des concerts ou événements, dans les clips vidéo, publicités et sur les pochettes de disques (toujours Rena à droite et Risa à gauche).

### Albums
| #            | Titre de l'album  | Date de sortie    | Oricon       | Label             |
| Album studio | Album studio      | Album studio      | Album studio | Album studio      |
| ------------ | ----------------- | ----------------- | ------------ | ----------------- |
| 1            | Vanilla Beans     | 25 février 2009   | –            | FLOWER LABEL      |
| 2            | Vanilla Beans II  | 20 juillet 2011   | 110          | T-Palette Records |
| 3            | Vanilla Beans III | 7 novembre 2012   | 46           | T-Palette Records |
| 4            | Vanilla Beans IV  | 3 février 2015    | 50           | T-Palette Records |
| 5            | Vanilla Beans V   | 3 février 2016    | 43           | avex trax         |
| Mini album   |                   |                   |              |                   |
| 1            | Def & Def         | 19 mai 2010       | 79           | FLOWER LABEL      |
| Compilation  |                   |                   |              |                   |
| 1            | VaniBest          | 22 septembre 2010 | 160          | FLOWER LABEL      |
| 2            | Vani Best II      | 6 décembre 2017   | 77           | avex trax         |

### Singles
Singles physiques
Collaborations
Singles numériques
De manière légale, ces singles ont été publiés sur plusieurs sites de téléchargement légal notamment iTunes (version anglaise).
| # | Date de sortie    | Titre du single                                              | Album         | Label        |
| - | ----------------- | ------------------------------------------------------------ | ------------- | ------------ |
| 1 | 27 août 2008      | Afternoon a Go-Go                                            | Vanilla Beans | FLOWER LABEL |
| 2 | 24 septembre 2008 | Afternoon a Go-Go ~We Love You MIX~                          | –             | FLOWER LABEL |
| 3 | 29 octobre 2008   | Shopping☆Kirari                                              | Vanilla Beans | FLOWER LABEL |
| 4 | 25 novembre 2008  | Shopping☆Kirari ~Okite Porsche + Dr.USUI Waterfront Mix~     | –             | FLOWER LABEL |
| 5 | 24 décembre 2008  | Ashita wa Ashita no Natsu ga Kuru (あしたはあしたの夏がくる) | Vanilla Beans | FLOWER LABEL |
| 6 | 28 janvier 2009   | Ashita wa Ashita no Natsu ga Kuru ~Dr.USUI Death Techno Mix~ | –             | FLOWER LABEL |
| 7 | 9 avril 2009      | Koi no Theory (恋のセオリー)                                 | VaniBest      | FLOWER LABEL |
| 8 | 1er février 2017  | sweet life                                                   | –             | avex trax    |

## Vidéographie
| 1               | U ♡ Me                                               | Visionner - nicola & U love Me |
| 2               | nicola                                               | Visionner                      |
| 3               | Sakasaka Circus                                      | Visionner                      |
| Def & Def       |                                                      |                                |
| –               | D&D                                                  | Visionner                      |
| VaniBest        |                                                      |                                |
| 4               | LOVE & HATE                                          | Visionner                      |
| –               | a little criying                                     | Visionner                      |
| –               | 100-bankai no SMK                                    | Visionner                      |
| –               | KIDS                                                 | Visionner                      |
| Vanilla Beans Ⅱ |                                                      |                                |
| –               | Älskar Dig                                           | Visionner                      |
| Vanilla Beans Ⅲ |                                                      |                                |
| 5               | Toki no Kakera                                       | –                              |
| 6               | Choco Mint Flavor Time                               | Visionner                      |
| 7               | Non-Section                                          | Visionner                      |
| –               | Killer Queen                                         | Visionner                      |
| Vanilla Beans Ⅳ |                                                      |                                |
| 8               | Muscat Slope Love                                    | Visionner                      |
| 9               | Please Me, Darlin'                                   | Visionner                      |
| 10              | Watashi... Fukō Guse                                 | Visionner                      |
| 11              | Cup no Fuchico Official Song: Kitto Ii Basho (Fuchi) | Visionner                      |
| 12              | Uchōten Girl                                         | Visionner                      |
| –               | Uchōten Girl (Osaifu-Keitai ver.)                    | Visionner                      |
| Vanilla Beans V |                                                      |                                |
| 13              | Onna wa Sore wo Gaman Shinai                         | Visionner                      |
| Vani Best II    |                                                      |                                |
| -               | Tokei Shikake no Wonder Land                         | Visionner                      |
| Autres          |                                                      |                                |
| –               | Re-Sepp-Ten : Vi er røde, vi er hvide                | Visionner                      |
| –               | Suihei rībe                                          | Visionner                      |
| –               | Onna no Ko Otoko no Ko (ShinoVani)                   | Visionner                      |

## Divers
DVDs
1. 28 octobre 2009 - Vanilla Beans Produce Kaigi DVD (バニラビーンズプロデュース会議DVD)[99]
2. 3 octobre 2012 - Vanilla Beans One Man Live DVD Debut 5 Shunen Live @ Shibuya WWW (バニラビーンズ ワンマンライブ DVD デビュー5周年ライブ＠渋谷WWW)[100]

Photobook
1. 26 juin 2012 - Gekkan Neo Vanilla Beans[101]

Concerts